# Lepidobatrachus dibumartinez
Lepidobatrachus dibumartinez es una especie de escuerzo fósil de antigüedad Plioceno temprano (Zancliense), cuyos restos fueron hallados en la localidad fosilífera Río Seco de los Loros, en Huayquerías del Este, en la provincia de Mendoza, Argentina. 
Las rocas que alojaban los restos óseos de esta especie pertenecen a la Formación Tunuyán. La especie, que se conoce solamente como fósil, fue descrita por los paleontólogos argentinos de la Universidad de Buenos Aires Guillermo F. Turazzini, y Raúl O. Gómez, y publicada en la revista científica Journal of Vertebrate Paleontology en mayo de 2023.

## Etimología
El epíteto específico «dibumartinez» es un homenaje al futbolista argentino Emiliano Martínez, también conocido como «Dibu Martínez», por desempeñar un papel fundamental como guardameta en la obtención de la Copa Mundial de Fútbol de 2022 con la selección de fútbol de Argentina.

## Material tipo
El holotipo de esta especie, es decir, el individuo de referencia, se encuentra depositado en la Colección de Paleontología de Vertebrados del Instituto Argentino de Nivología, Glaciología y Ciencias Ambientales, Mendoza, Argentina, bajo el código IANIGLA-PV 112.